# Habenaria lithophila
Habenaria lithophila är en orkidéart som beskrevs av Rudolf Schlechter. Habenaria lithophila ingår i släktet Habenaria och familjen orkidéer. Inga underarter finns listade i Catalogue of Life.